# El Aouana (distrito)
El Aouana é um distrito localizado na província de Jijel, Argélia, e cuja capital é a cidade de mesmo nome, El Aouana. A população total do distrito era de 13 948 habitantes, em 2008.

## Comunas
O distrito é composto por duas comunas:
- El Aouana
- Selma Benziada